# 徐群
徐群（1986年1月22日—），中国足球运动员，司职中场，现效力于中超球队青岛中能。

## 职业生涯

### 青年队
- 青年时代进入山东鲁能泰山后备队

### 俱乐部
- 2004年进入山东鲁能泰山一线队，之后因伤病没有获得出场机会。
- 2007年与刘清一同转会回到家乡球队青岛中能。